# Henry Inman (Maler)

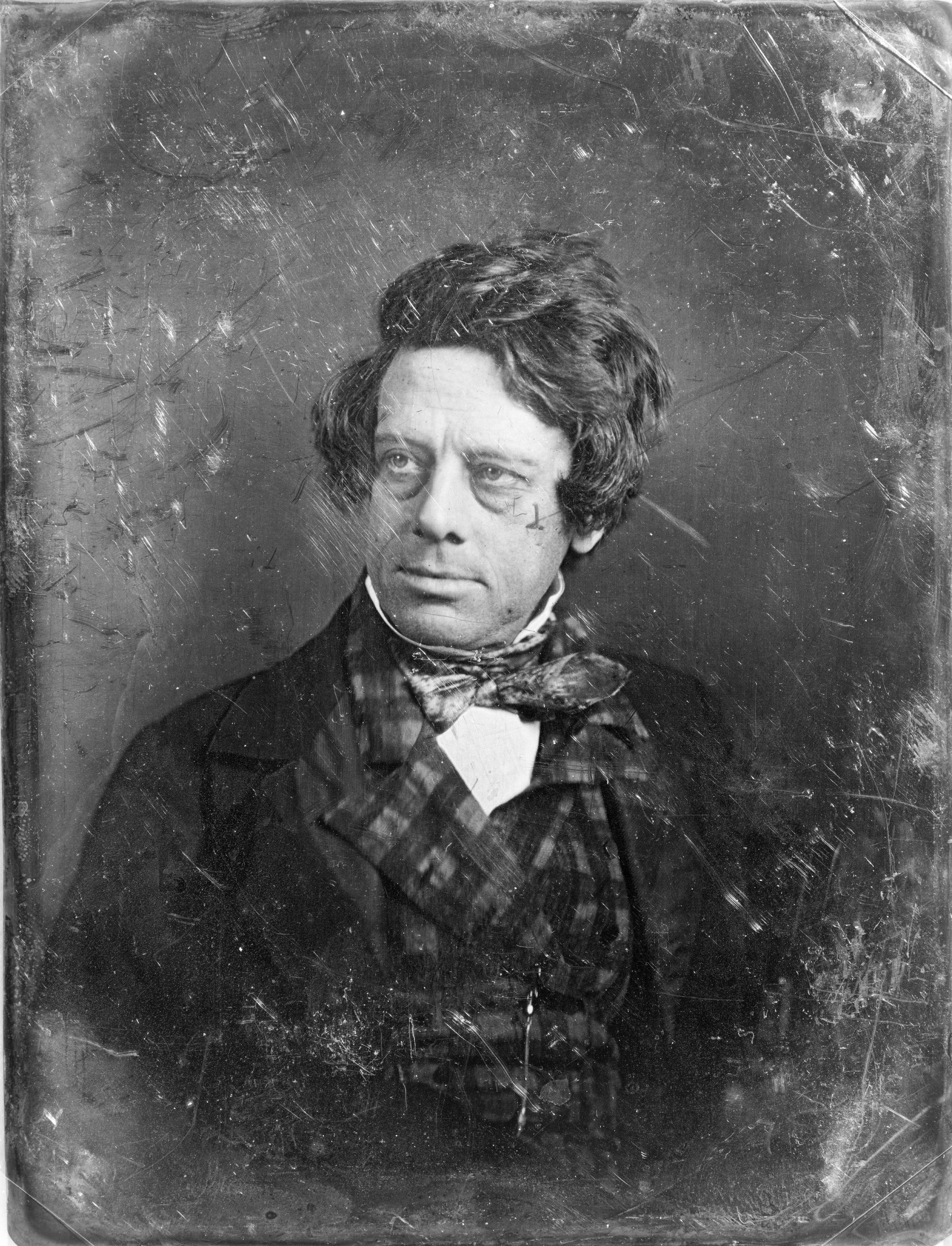
Henry Inman, Foto von Mathew B. Brady, um 1845

Henry Inman (* 20. Oktober 1801 in Utica, New York; † 17. Januar 1846 in New York City) war ein US-amerikanischer Porträt-, Miniatur-, Genre-, Historien- und Landschaftsmaler.

## Leben
Inman wurde als Sohn englischer Einwanderer in Utica geboren. Sein Vater war Bierbrauer. In Utica, wo er durch einen reisenden Bildnismaler, der ihm ersten Zeichenunterricht gab, bereits mit der Porträtmalerei in Berührung kam, zählte die Familie Inmans zu den ersten europäischen Einwanderern. 1812 zog sie nach New York City. Dort war Inman von 1814 bis 1820 Schüler des Porträtmalers John Wesley Jarvis. 1821 bereiste er mit Jarvis Louisiana. Eine Weile hielten sie sich dabei in New Orleans auf. 
Im Jahr 1822 heiratete er Jane Riker O’Brian (1796–1873). Das Paar bekam sechs Kinder, darunter den späteren Porträt-, Genre- und Landschaftsmaler John O’Brian Inman (1828–1896) und den späteren Journalisten und Autor Henry Inman (1837–1899). 
Zusammen mit Thomas Seir Cummings, der zuvor sein Schüler gewesen war, eröffnete Inman 1822 ein Atelier für Porträtmalerei in New York City. Die Partner teilten sich bei ihren Aufträgen auf, indem Inman die Bildnisse und Cummings die Miniaturen malte. 1825/1826 gehörten Inman und Cummings zu den Gründern der National Academy of Design, als deren erster Vizepräsident Inman bis 1831 amtierte. In den Jahren 1839 bis 1842 und 1844 bekleidete er dieses Amt erneut.

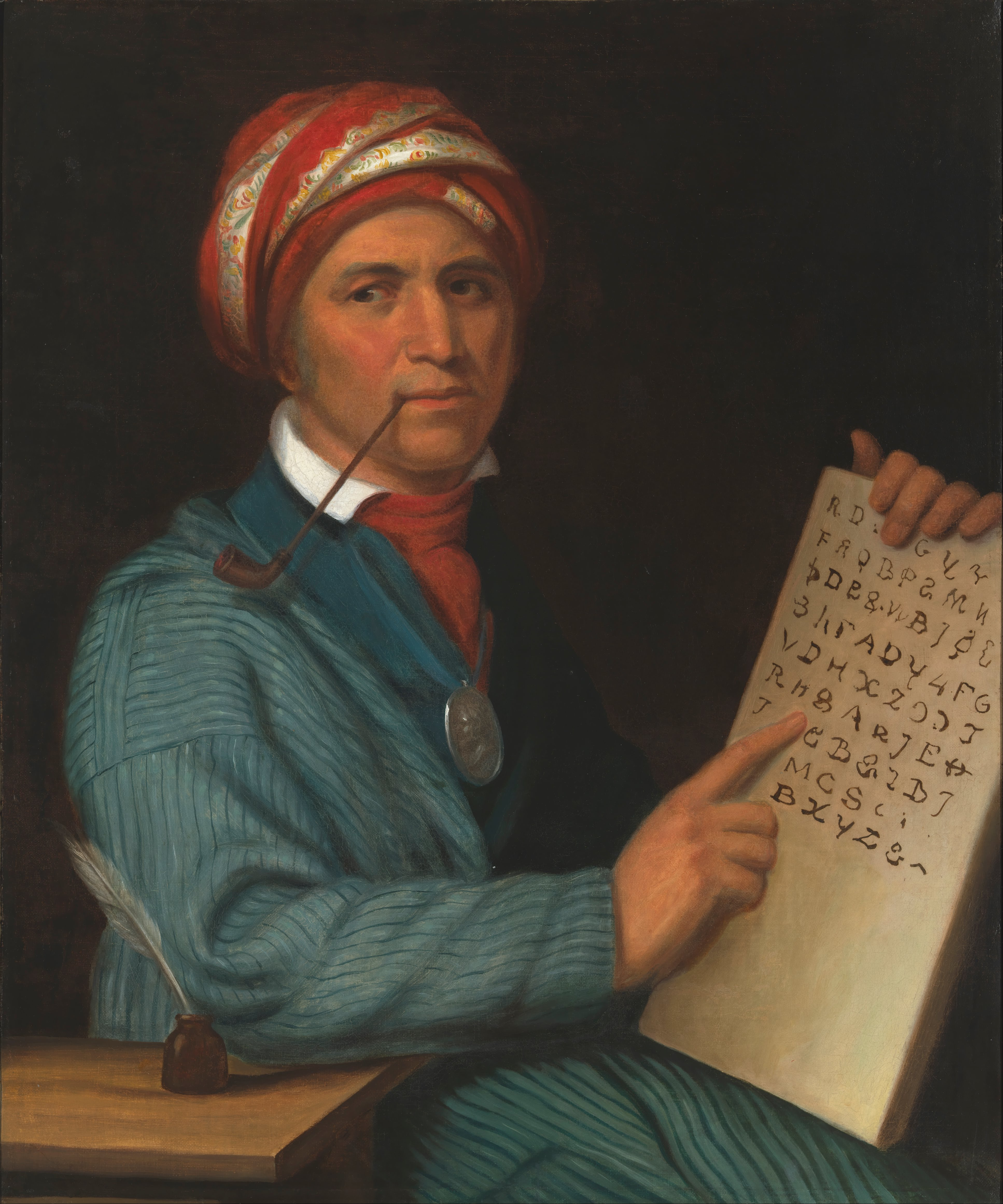
Sequoyah, um 1830, National Portrait Gallery (Washington)

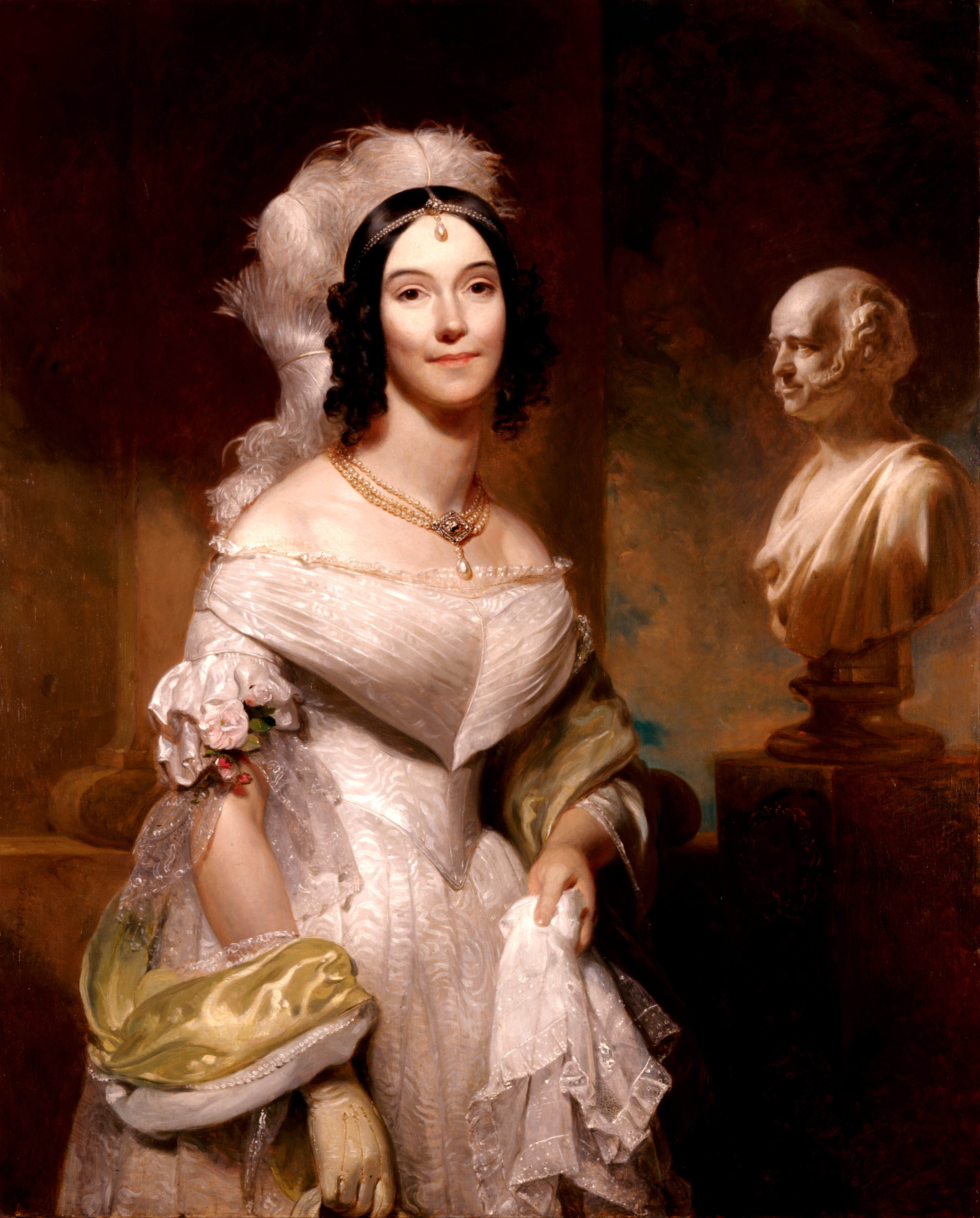
Angelica Singleton Van Buren (Mrs. Abraham Van Buren), 1842, Sammlung des Weißen Hauses

1831/1832 war Inman Partner des Kupferstechers und Lithografen Cephas Childs, der ihm half, seine Porträts als Drucke zu vermarkten. Etwa zwei Jahre lebte er in und bei Philadelphia, wo er an der Pennsylvania Academy of the Fine Arts unterrichtete. 1834 diente er als Direktor dieser Akademie. Kurzzeitig war er in damals Eigentümer einer Farm in der nahegelegenen Township Mount Holly, New Jersey, die er jedoch wieder verkaufte, weil er 1834 mit seiner Familie nach New York zurückkehrte.
Im Zuge der Wirtschaftskrise von 1837 geriet Inman vorübergehend in finanzielle Schwierigkeiten, als sich zeigte, dass er sich durch Landkäufe verspekuliert hatte. 1844 begab er sich in Begleitung einer Tochter auf eine lange hinausgeschobene Reise nach Großbritannien, um in London lukrative Porträtaufträge einschließlich zweier Bildnisse für den Dichter William Wordsworth zu erledigen sowie Landschaften in Nordengland und Schottland zu studieren.
1845 kam er von dieser Reise heim und starb, bereits seit Jahren an chronischem Asthma leidend, wenige Monate später im Alter von 44 Jahren. Dabei hinterließ er den Auftrag zu dem monumentalen Historiengemälde The Emigration of Daniel Boone to Kentucky, das er auf der Grundlage bereits angefertigter Skizzen für die Rotunde des Kapitols in Washington schaffen wollte, unerledigt. Am Tage der Bestattung nahmen viele Menschen in den Straßen Manhattans an seinem Leichenzug teil. Einen Monat später ergab der Verkauf von 126 Gemälden nach einer Gedächtnisausstellung einen Betrag von etwa 2000 $ (rund 60.000 $ heutiger Kaufkraft) zur Versorgung seiner Witwe und der sechs Kinder. 

## Würdigung
Inman gehörte zu den bedeutenden US-amerikanischen Porträtisten seiner Zeit. In den 1830er Jahren und zu Beginn der 1840er Jahre war er einer der gefragtesten Bildnismaler New Yorks. Eine besondere Bedeutung haben die über hundert Kopien von Bildnissen indigener Personen Nordamerikas, die er nach Originalen von Charles Bird King und anderen für Zwecke lithografischer Reproduktion als Illustrationen zu Thomas L. McKenneys Buch History of the Indian Tribes of North America schuf.
Außer Thomas Seir Cummings und seinem Sohn John O’Brian Inman zählten Frederick William Herring (1821–1899, der Sohn von James Herring), Charles Wesley Jarvis (1812–1868, der Sohn seines Lehrers John Wesley Jarvis), Daniel Huntington, Thomas Le Clear (1818–1882), Edward Ludlow Mooney, William Sidney Mount und William Henry Powell zu seinen Schülern.